# Cobaea panamensis
Cobaea panamensis är en blågullsväxtart som beskrevs av Paul Carpenter Standley. Cobaea panamensis ingår i släktet Cobaea, och familjen blågullsväxter. Inga underarter finns listade i Catalogue of Life.